# Project Stealth Fighter
Project Stealth Fighter è un simulatore di volo militare, di ambientazione moderna, sviluppato e pubblicato da MicroProse nel 1987 per Commodore 64. Una conversione per ZX Spectrum, sebbene pubblicizzata già dal 1988, uscì effettivamente nel 1990. Per i computer della più potente generazione a 16 bit, a partire dal 1988 la MicroProse pubblicò F-19 Stealth Fighter, a volte ritenuto una conversione di Project Stealth Fighter; si svolge nelle stesse ambientazioni, ma è più evoluto. Il titolo F-19 Stealth Fighter compare anche nell'introduzione della versione per ZX Spectrum.

## Modalità di gioco
Si pilota un caccia stealth statunitense di un ipotetico modello F-19, poiché all'epoca dello sviluppo del gioco un primo vero aereo stealth era in produzione da parte della Lockheed, ma era ancora in gran parte coperto da segreto militare. Le ambientazioni possibili sono Libia, Golfo Persico, Capo Nord, Europa centrale, all'epoca zone calde per via delle tensioni con il Blocco sovietico, la Libia e l'Iran. Per ogni missione si può scegliere liberamente l'ambientazione, il livello attuale di conflitto (da guerra fredda a guerra aperta), il bersaglio primario aereo o terrestre, l'abilità nemica e il realismo dell'atterraggio. È inoltre disponibile una missione di addestramento in Libia con aereo invulnerabile. Si può infine regolare l'armamento trasportato, tra una vasta scelta di testate, e quindi la missione ha inizio.
La visuale in gioco è in prima persona dall'abitacolo. L'esterno è mostrato con una minimale grafica vettoriale. La metà inferiore dello schermo è occupata dal quadro strumenti, ma alcune informazioni fondamentali come bussola e altitudine sono riportate come HUD direttamente sul finestrino. Il quadro strumenti contiene tre schermi principali: una mappa impostabile a scala globale o locale, un terminale di testo con messaggi vari come stato dell'aereo e identificazione dei nemici, e un piccolo radar centrale impostabile su terra o su aria. Un altro indicatore importante è una barra a dieci LED che indica il grado di visibilità radar del proprio velivolo, che dipende da varie condizioni tra cui l'attivazione o meno di armi e sistemi di bordo. Oltre alla barra di comando si utilizzano numerosi tasti di controllo, tanto che con il gioco era fornita una mascherina cartacea da appoggiare sulla tastiera come promemoria.
Si dispone di quattro portelli di lancio, armabili con differenti tipi di missili e bombe. All'apertura di un portello il relativo mirino, automatico o manuale a seconda dell'arma, appare sull'HUD. Per difendersi dai missili nemici si dispone di contromisure elettroniche, a infrarossi ed esche.
I nemici comprendono diversi tipi di aerei, batterie di missili terra-aria e vari bersagli di terra, inclusi aeroporti e navi. Può essere più importante evitare lo scontro, specialmente nelle missioni in guerra fredda per motivi diplomatici, piuttosto che abbattere più nemici possibile. Le missioni comprendono decollo e atterraggio, anche da portaerei. Un sistema di navigazione inerziale consente di raggiungere facilmente un punto precedentemente stabilito, seguendo le informazioni dell'indicatore di rotta.

## Accoglienza
Entrambe le versioni Commodore 64 e ZX Spectrum furono di solito apprezzate dalla critica. Ad esempio ricevettero rispettivamente una "medaglia d'oro" di gioco del mese da Zzap! e un titolo di megagame, dato ai giochi con giudizio tra 90 e 100% (91%), da Your Sinclair.
La versione Commodore 64 vinse il titolo di miglior gioco militare o strategico dell'anno agli Origins Award 1987.